# Madame est trop belle
Madame est trop belle est une comédie en 3 actes d'Eugène Labiche, en collaboration avec Alfred Duru, représentée pour la première fois à Paris au théâtre du Gymnase le 30 mars 1874.
Elle a paru aux éditions Dentu.

## Distribution de la création
| Rôle                             | Acteur                       |
| -------------------------------- | ---------------------------- |
| Montgiscar                       | Ravel                        |
| Chambrelan                       | Étienne Pradeau              |
| Jules de Clercy                  | Landrol puis Pujol           |
| De Goberville                    | Francès                      |
| Ernest Montgiscar                | Frédéric Achard              |
| Octave Blandar                   | Andrieu                      |
| Moulinot                         | Blaisot                      |
| Un gardien du Musée des Antiques | Plet                         |
| Hector Grandin                   | Lenormant                    |
| Justin, domestique               | Mey                          |
| Jeanne, fille de Chambrelan      | Mme Angelo puis Mme Juliette |
| Héloïse de Goberville            | Mme Spéliers                 |
| Hermance                         | Mme Tessier                  |